# چاه علی سروری
چاه علی سروری یک منطقهٔ مسکونی در ایران است که در دهستان بندان واقع شده‌است.